# مکانیک لاگرانژی
مکانیک لاگرانژی، فرمول‌بندی و نمایش دوباره‌ای‌ در مکانیک کلاسیک از سوی لاگرانژ در ۱۷۸۸ میلادی‌ست که برپایه کمینه‌کردن‌ یک تابعی (Functional) به نام کنش (Action) استوار است (اصل کمترین کنش). بنا به تعریف، لاگرانژیَن، تفاضل انرژی جنبشی و انرژی پتانسیل است. یعنی:
{\displaystyle L=T-V\!}
و در آن، سیستم به‌گونه‌ای از حالتی به حالت دیگر می‌رود که انتگرال لاگرانژین کمینه شود. برای نمونه، در ساده‌ترین حالت، کُنشِ مکان یک ذره در مکانیک کلاسیک با توصیف لاگرانژی، این‌گونه نوشته می‌شود:
{\displaystyle S=\int _{0}^{T}{({{1} \over {2}}m{\dot {x}}^{2}-V(x))dt}}
که در آن، {\displaystyle x}، خود، تابعی از زمان است؛ {\displaystyle x=x(t)}.
کمینه‌کردن {\displaystyle S}، به معادلاتی می‌انجامد که معادلات اویلر-لاگرانژ نام دارند:
{\displaystyle {\partial L \over {\partial x}}-{d \over {dt}}{\partial L \over {\partial {\dot {x}}}}=0}
یا
{\displaystyle m{\ddot {x}}=-{\partial V \over \partial x}=F}
که همان قانون دوم نیوتن است. 
وقتی ذره، نسبیتی بررسی شود، لاگرانژین دیگر یک کمیت نرده‌ای نیست، بلکه، یک چاربردار است. تفاضل چاربردار جنبشی و پتانسیل، چاربردار لاگرانژین را به‌دست می‌دهد، و کنش، انتگرال چاربردار دیفرانسیلی مکان روی چاربردار لاگرانژی خواهد بود.

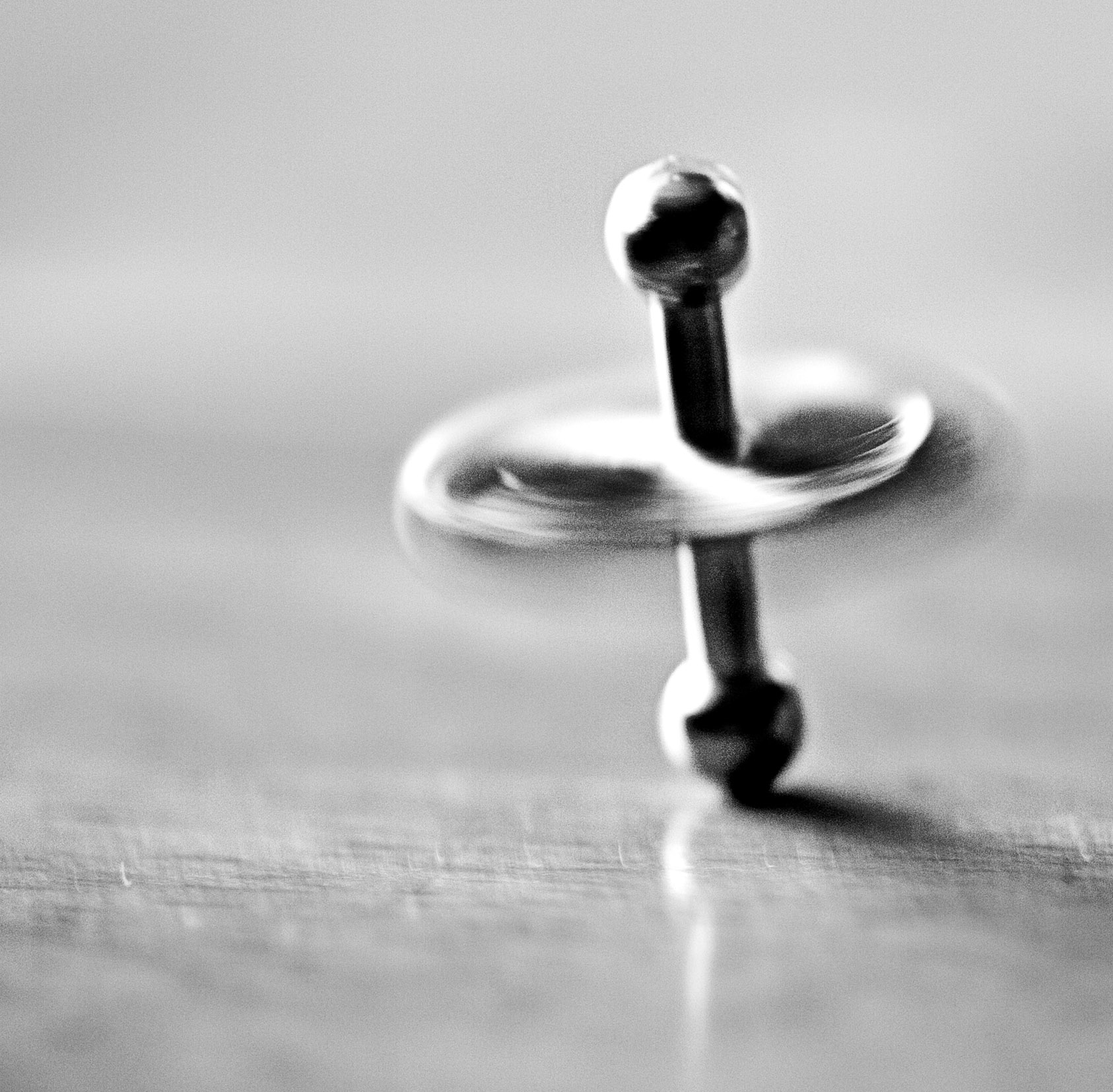
تجزیه و تحلیل تقدم در عکس بالا از طریق مکانیک نیوتنی بسیاردشوار است، اما می‌توان آن را نسبتاً آسان از طریق مکانیک لاگرانژی تحلیل کرد.

فیزیک کلاسیک، از راه مکانیک همیلتونی به مکانیک کوانتومی می‌رسد. از سوی دیگر، ریچارد فاینمن از راه مکانیک لاگرانژی به رهیافت مدرن‌تری از مکانیک کوانتومی رسید؛ این رهیافت، با انتگرال مسیر فاینمن (یا انتگرال تابعی) امکان‌پذیر می‌شود.